# Olympische Sommerspiele 1996/Teilnehmer (Tadschikistan)
| Gelbes Symbol für Goldmedaillen mit stilisierten Olympischen Ringen | Graues Symbol für Silbermedaillen mit stilisierten Olympischen Ringen | Braundes Symbol für Bronzemedaillen mit stilisierten Olympischen Ringen |
| ------------------------------------------------------------------- | --------------------------------------------------------------------- | ----------------------------------------------------------------------- |
| —                                                                   | —                                                                     | —                                                                       |

Tadschikistan nahm an den Olympischen Sommerspielen 1996 in Atlanta, USA, mit einer Delegation von acht Sportlern (sechs Männer und zwei Frauen) teil.

## Teilnehmer nach Sportarten

### Boxen
- Chursched Hassanow
Bantamgewicht: 9. Platz

### Judo
- Rustam Bokiyev
Superleichtgewicht: 21. Platz

- Khayrullo Nazriyev
Halbschwergewicht: 21. Platz

- Saidahtam Rahimow
Schwergewicht: 17. Platz

### Leichtathletik
- Gulsara Dodobojewa
Frauen, Marathon: 61. Platz

### Ringen
- Raoul Dgvareli
Superschwergewicht, griechisch-römisch: 9. Platz

### Wasserspringen
- Sergey Orin
Kunstspringen: 39. Platz

- Nataliya Khlemova
Frauen, Kunstspringen: 29. Platz